# 楽浪王氏
楽浪王氏（らくろうおうし、朝鮮語: 낙랑왕씨）は、斉の膠州湾出身の豪族であり、朝鮮半島に移住し、漢代に楽浪郡が設立されて以来、楽浪地域の支配階級となる。

## 楽浪王氏の起源
楽浪王氏の起源は、前漢時代の琅邪郡出身の王仲であり、王仲は琅邪郡の豪族であったとみられる。呂雉時代に、斉の政治が乱れ、斉と前漢の関係は悪化した。襄王は王仲に援助を求めた。王仲がこれにどう対処したかは定かではないが、結局、王仲は斉の膠州湾から平壌近辺に移民した。王氏が平壌に定住して植民地化すると、さらに多くの族人が集まり、王氏は楽浪地域の「大姓」（その土地の豪族、大家）となる。
衛氏朝鮮の政権基盤は、燕や斉からの亡命者であるが、なかでも特に斉系の楽浪王氏である。
前漢時代には、楽浪王氏が楽浪郡の政治を掌握した。それは、王仲の子孫の王閎が「郡三老」と呼ばれていたことからも分かる。
衛氏朝鮮の国家運営にあたった4人の合議メンバー（路人、韓陰、参、王唊）である王唊は、後の楽浪王氏の成員とみられる。
楽浪郡には太守を殺害して「大将軍楽浪太守」を自称した漢人豪族である王調、この王調を殺害した王閎（王閎の八代祖先は山東半島からの移住者）、王光、王旴などのように楽浪郡治に土着化した漢人勢力一族がいた。
楽浪王氏の勢力は少なくとも北魏の6世紀まで続いた。
楽浪郡の出土遺物からは、楽浪王氏が楽浪地域の「大姓」（その土地の豪族、大家）であることを証明しており、出土した印章の印名はほとんどが「王」であり、また、印章に漢字が使用されていることから、漢人移民であることが裏付けられる。  

## 楽浪王氏のその後
楽浪王氏は、楽浪郡滅亡前後に朝鮮から中国に移住した者がいる。例えば、高句麗の攻撃に苦しんでいた王遵は楽浪郡民1000余家を率いて慕容廆に帰投している。また、432年に北魏太武帝は遼西に親征、北燕軍を撃破、営丘、成周、遼東、楽浪、帯方、玄菟の3万余家を幽州に移したが、この時に楽浪郡遺民が北魏に移住しており、楽浪王氏のなかにはこの頃に北魏に帰投した者もいる。

## 楽浪王氏と日本
応神天皇時代に百済から日本に渡来し、『千字文』『論語』を伝えたと『古事記』に記述される伝承上の人物である王仁は、楽浪王氏という指摘がある。
継体欽明朝に、易博士王保孫、五経博士王柳貴、易博士王道良などが百済王の命を受けて日本へ赴いたが、渡日した儒学者の多くの原籍が楽浪王氏であることは偶然ではなく、基本的には信じられる。